# Adelite

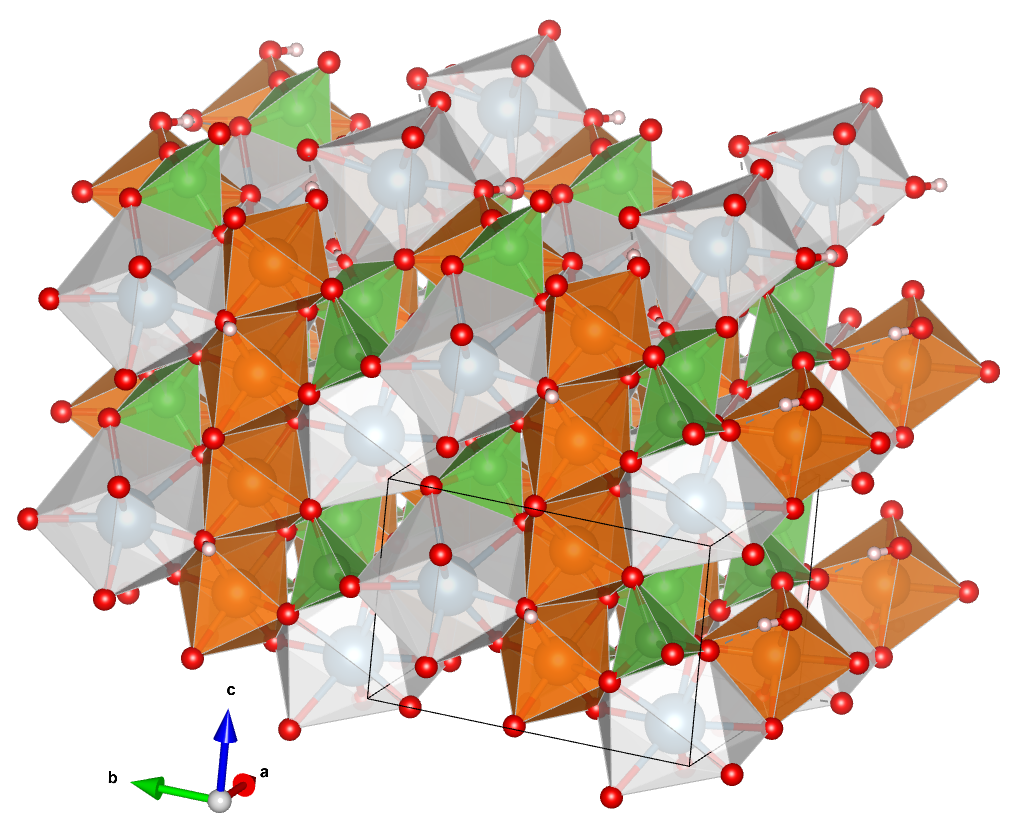
Struttura cristallina dell'adelite

L'adelite (dal greco adelos , άδηλος, indistinto)  è un arseniato di calcio e magnesio, appartenente al gruppo dell'adelite-descloizite, che forma soluzioni solide con il minerale vanadifero gottlobite. Le varie sostituzioni del magnesio con i vari metalli di transizione porta ad una varietà di minerali simili: il gruppo dell'adelite – duftite.
L'adelite si presenta in vari colori (blu, verde, giallo e grigio) e fa parte del sistema ortorombico. Tipicamente si presenta come massiva.
È stata descritta per la prima volta nella Värmland, Svezia.